# Tavolník Bumaldův
Tavolník Bumaldův (Spiraea × bumalda) je rostlina, listnatá opadavá dřevina z čeledi růžovité (Rosaceae). Tavolník Bumaldův tvoří keře. Jde o křížence druhů S. albiflora × S .japonica. Pěstuje se jako okrasná rostlina i v ČR. Používaný do skupin a živých plotů. Kvete VI. – VIII. Preferuje slunečné polohy, propustné vlhké půdy. Množení semeny, řízky.
Synonymum pro druh označovaný Spiraea × bumalda je S. albiflora × japonica. Někdy je zaměňována s jiným druhem, označeným jako tavolník japonský Spiraea japonica.